# شما (فیلم)
«شما» (انگلیسی: You) یک فیلم به کارگردانی ملورا هاردین است که در سال ۲۰۰۹ منتشر شد. از بازیگران آن می‌توان به برندا استرانگ، جولی فیشر، آلیسون مک، جری هاردین، و دان مایکل پال اشاره کرد.